# NHK 뉴스 7
NHK 뉴스 7(일본어 : NHKニュース7)은 NHK의 전 메인뉴스이자 현 준 메인뉴스이다. 이전에는 그냥 <NHK 뉴스>로 방송해 오다가, 1993년 4월 5일 이 시간에 방송되던 <NHK 뉴스>를 평일에 한해 57분으로 확대 (토요일은 27분, 일요일은 20분)시키며 방송을 시작했다. 이는 사실상 그간 밤 9시대에 방송되던 대형 뉴스를 7시대로 옮긴 셈이었다. 1996년 4월부터 2년간 평일 방송시간을 40분으로 축소하기도 했으나, 다시 57분으로 환원, 2000년 4월 대형 뉴스가 당시 신설된 NHK 뉴스 10(~2006년)으로 이양하면서 35분으로 축소됐고, 반년 뒤에는 5분을 더 줄였다. 2004년 4월부터는 일요일 방송 시간을 10분 연장, 지금은 매일 30분간 방영된다. (12월 31일은 15분, 1월 1일은 20분간만 방송된다.)
기본적으로 NHK 종합 텔레비전에서 방송되고, 1989년부터 2011년 3월 31일까지 NHK BS2, 2009년까지 NHK WORLD TV에서도 동시 방송했었으나, 모두 종료했고, 2017년 1월 기준 NHK 종합 텔레비전 이외의 방송은 NHK 월드 프리미엄에서만 하고 있다.